# 김창국 (법조인)
김창국(金昌國, 1940년 10월 23일~2016년 4월 6일)은 대한민국의 법조인이다. 초대 국가인권위원회 위원장 및 초대 친일반민족행위자재산조사위원회 위원장을 역임하였다.
1966년 전주지방검찰청 검사로 시작으로, 1981년 변호사를 개업하였다. 2001년 11월 25일부터 2004년 12월 23일까지 초대 국가인권위원회 위원장의 업무에 종사했으며 2006년 7월 13일부터 친일반민족행위자재산조사위원회 위원장이 되어 활동하고 있다.
| 전임 (초대) | 초대 국가인권위원회 위원장 2001년 11월 25일 ∼ 2004년 12월 23일 | 후임 최영도 |